# 海马宫茶
海马宫茶是黄茶的一种，产于贵州省大方县老鹰岩脚下的海马宫乡。这种茶叶条索紧结卷曲，茸毛显露，青高味醇，回味甘甜，汤色黄绿明亮，叶底嫩黄匀整明亮。

## 概述
海马宫茶始于明代，因其产于海马宫乡，故名为海马宫茶。采摘原料为海马宫乡当地中、小群体品种，于谷雨前后采摘，采摘标准为：一级茶为一芽一叶初展鲜叶，二级茶为一芽二叶，三级茶为一芽三叶。经过杀青、初揉、渥堆、复炒、复揉。再复炒、再复揉，烘干、拣剔等工序制作而成。